# Джигай
Джигай (на японски: 自害, означава самоубийство, модерната дума за самоубийство в Япония е 自殺, джисацу) е самоубийствен ритуал, който може да се отнася и за жени, и за мъже от самурайски семейства.
Някои жени, които са от самурайско семейство, се самоубиват като си прерязват шийните вени със специален ритуален нож танто или кайкен. Основната цел е да се постигне бърза и сигурна смърт, за да се избегне залавяне. Преди самоубийството жената си завързва коленете, за да бъде намерен трупът ѝ в достойна позиция със събрани крака дори след предсмъртните конвулсии. Джигай често се извършва и с цел опазването на честта при военна загуба, за да се предотврати изнасилване. Нахлуващите войници влизат по домовете и често намират домакинята да седи сама с лице към вратата, откривайки, че е прекратила живота си още преди да я достигнат.